# Arroio São Marcos (Rio Grande do Sul)

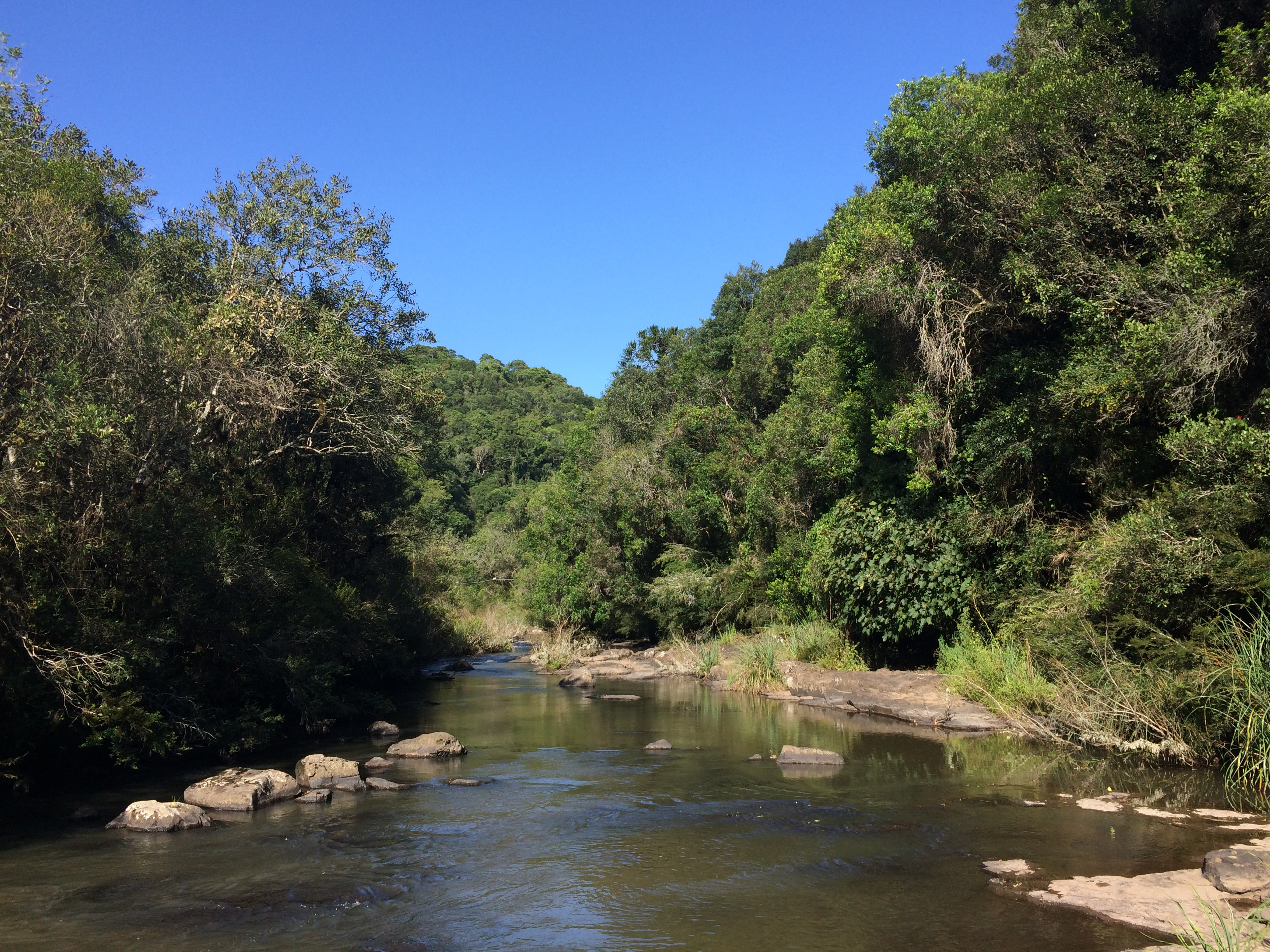
Arroio São Marcos.

O Arroio São Marcos é um arroio localizado no estado brasileiro do Rio Grande do Sul, tributário do Rio das Antas. Dá nome ao município de São Marcos, servindo de limite para o território desse com o distrito de Vila Seca, em Caxias do Sul.